# Hugo Bakker
Hugo Bakker (16 juni 1985 – Gouda, 31 mei 2021) was een Nederlands organist. 

## Levensloop
Bakker groeide op in Ridderkerk. Na zijn middelbare school studeerde hij korte tijd in Delft, maar hij maakte zijn studie hier niet af. In plaats daarvan ging hij orgel en kerkmuziek aan het Conservatorium van Rotterdam, waar hij les kreeg van onder anderen Bernard Winsemius, Aart Bergwerff, Hans van Gelder en Arie Hoek. Na zijn afstuderen werd hij cantor-organist bij de Vredeskapel in Den Haag. Ook studeerde hij orgel op Lemmensinstituut in Leuven bij Reitze Smits en Luc Ponet.
Bakker won prijzen bij orgelcompetities in Maassluis en in Pistoia (Italië). In 2014 kreeg hij de Sweelinckprijs voor zijn bijdrage aan de orgelcultuur in Nederland en als stimuleringsprijs. In 2017 bracht hij een cd (Humble Regard) uit met werken van Bach maar ook van moderne componisten als de Hongaar György Kurtág en de Nederlander Peter-Jan Wagemans. Vanaf 2010 was hij organist van de Grote of Sint-Maartenskerk in Zaltbommel.
Bakker overleed onverwachts op 35-jarige leeftijd aan een hartstilstand. Als eerbetoon speelden de zondag na zijn overlijden veel kerkorganisten in Nederland en België het stuk Erbarme dich mein Gott (BWV 721) van Johann Sebastian Bach.